# Ínaco
Ínaco, na mitologia grega, foi um filho de Oceano e Tétis, e deu nome a um rio em Argos. Ele e Mélia, também filha de Oceano, tiveram filhos Foroneu e Egialeu. Foroneu reinou sobre a região posteriormente conhecida como o Peloponeso.

## Filhos
Como típico dos personagens da mitologia grega associados a rios, a Ínaco é atribuída a paternidade de vários outros personagens:
- Foroneu e Egialeu (de Mélia, filha de Oceano).[1] Jerônimo de Estridão menciona como uma possibilidade que a mãe de Foronou fosse Níobe[2] (Níobe é usualmente apresentada como filha de Foroneu[1])
- Io, segundo Castor[3]
- Argos Panoptes, o gigante de cem olhos, segundo Asclepíades[3]

## Reinado
Vários autores consideram Ínaco como o primeiro rei de Argos. Pelos cálculos de Jerônimo de Estridão, Ínaco reinou por cinquenta anos, de 1856 a.C. a 1806 a.C., sendo sucedido por Foroneu.
Newton considera que Ínaco era da raça dos pastores do Egito (os hicsos), e que foi expulso do Egito por volta do ano 1125 a.C..